# West Liberty (Kentucky)
West Liberty es una ciudad ubicada en el condado de Morgan en el estado estadounidense de Kentucky. En el Censo de 2010 tenía una población de 3435 habitantes y una densidad poblacional de 304,26 personas por km².

## Geografía
West Liberty se encuentra ubicada en las coordenadas 37°54′43″N 83°16′17″O / 37.91194, -83.27139. Según la Oficina del Censo de los Estados Unidos, West Liberty tiene una superficie total de 11.29 km², de la cual 11.22 km² corresponden a tierra firme y (0.64%) 0.07 km² es agua.

## Demografía
Según el censo de 2010, había 3435 personas residiendo en West Liberty. La densidad de población era de 304,26 hab./km². De los 3435 habitantes, West Liberty estaba compuesto por el 80.12% blancos, el 16.91% eran afroamericanos, el 0.32% eran amerindios, el 1.05% eran asiáticos, el 0% eran isleños del Pacífico, el 0.41% eran de otras razas y el 1.19% pertenecían a dos o más razas. Del total de la población el 1.78% eran hispanos o latinos de cualquier raza.